# Estilo sentimental
El estilo sentimental (en alemán: Empfindsamer Stil), es un estilo de composición musical y poesía desarrollado en el norte de Alemania durante el siglo XVIII, entre los años 1750 y 1780 aproximadamente. Es notoria su estrecha relación con el estilo galante proveniente de Francia y contemporáneo del estilo pre clásico italiano.

## Historia
El estilo sentimental buscaba la expresión de los sentimientos verdaderos y naturales, marcando el comienzo del abandono del periodo Barroco en Alemania. La exposición a la cultura francesa en Alemania fue una consecuencia de la guerra de los Treinta Años y de gran influencia para el desarrollo del estilo sentimental. Convirtió sus centros de comercio internacional en lugares de intercambio para ideas extranjeras.  Revistas mensuales francesas, como Le mercure galant, impregnaron a Hamburgo y Leipzig con la ideología francesa sobre el estilo galante francés. Prueba de esto es que la primera tienda de café se inauguró en la ciudad de Hamburgo, tomando en cuenta que el tabaco y el café eran sinónimos de buena costumbre galante.
Se le atribuye a Johann Mattheson, teórico y compositor alemán, por primera vez el uso del término galante aplicado como un ideal musical. Este teórico musical tenía una idea poco conservadora y definía al estilo galante como lo moderno, rechazando los viejos modelos barrocos de manera didáctica en su tratado titulado:

Das neu-eröffnete Orchestre, oder Universelle und gründliche Anleitung wie ein Galant Homme einen vollkommenen Begriff von der Hoheit und Würde der edlen Music erlangen / seinen Gout darnach formiren / die Terminos technicos verstehen und geschicklich von dieser vortrefflichen Wissenschafft raisonniren möge.
La orquesta recién abierta, u orientación universal y completa de como un Hombre Galante puede lograr una concepción perfecta de la nobleza y la dignidad de la música noble / refinará su buen gusto después de esto / entenderá los términos técnicos y hábilmente elevará esta excelente ciencia.
Johann Mattheson

El compositor alemán Johann Adam Hiller, explicaba a través de su ensayo Tratado de imitación en la música, que la música contenía sentimientos que deberían ser sentidos antes que ser expresados. En este mismo ensayo marcaba una clara diferencia entre el intelecto (Verstand) y el corazón (Herz), a través de una comparación de los sentimientos (Empfindungen) con las pasiones (Leidenschaften) y su relación con la música.

## Etimología
No se sabe con certeza cuando fue la primera ocasión en la que el término Empfindsam se utilizó. En 1755, Empfindung (sensación), se refería a la percepción que era gentilmente activada por un estímulo externo. Como herencia del uso estético en Francia, la palabra sentimiento o sensación, se le atribuía a la respuesta emocional al sentir los tonos de la música.  En 1755, aparece publicado el término empfindsam en la lengua alemana. El escritor Friederich Nicolai, en una crítica directa hecha a la traducción del texto Les Beaux arts réduits à un même principe de Charles Batteaux, señala que su traductor, el escritor Johann Christoph Gottsched, carece de sensibilidad hacia la música, preguntándose cómo uno puede ser crítico de arte careciendo de un “corazón sensible” (empfindsamer Herz).

## Características
Muy similar al estilo galante, el estilo sensible se caracteriza por emplear una textura homófona, que consistía en una línea melódica bastante clara y delimitada, con un acompañamiento por acordes subordinados a esta. Es importante señalar que a pesar de su paralelismo con el estilo galante, el estilo sensible evitaba el uso desmedido de ornamentos.
El estilo sentimental está especialmente asociado con la llamada Escuela de Berlín perteneciente a la Corte Prusiana de Federico el Grande. Rasgos característicos de los compositores de esta escuela eran, un particular aprecio por los movimientos lentos y una atención meticulosa a los ornamentos y dinámicas,  así como al uso deliberado de apoyaturas y cromatismos melódicos y armónicos frecuentes.
En su tratado Kern melodischer Wissenschaft (La ciencia del núcleo melódico), Mattheson marcaba un claro énfasis en el uso de la melodía, sosteniendo que esta podía y debía tocar los “sentidos más sensibles”.
La fluidez dramática era uno de los objetivos principales del estilo sentimental, animando a algunos historiadores a considerar al Empfinsamkeit (sensibilidad) como un precursor del Sturm und Drang que surgió alrededor de 1770. Estas dos tendencias se consideran como manifestaciones “pre-Románticas” debido a su énfasis en ciertas características como contrastes expresivos, inestabilidad de la tonalidad, cambios súbitos de registro, contraste en las dinámicas, y efectos orquestales. Todas estas características eran atípicas para el periodo Clásico de la música.

## Carl Phillipp Emanuel Bach y su aportación al estilo galante
Carl Philipp Emanuel Bach solía expresar que “Un músico no puede emocionar sin antes emocionarse él mismo”.  Aunque su música para teclado se opone a la unidad propuesta por la tradición barroca, la música que compuso para ensambles de cámara fue más conservadora. Su música para teclado, en especial en sus movimientos lentos, es un claro ejemplo del estilo sentimental.   Se pueden apreciar cambios rápidos de carácter, melodías asimétricas, motivos rotos y pausas expresivas y algunas de sus armonías tendían a ser disonantes, lo que daba una posibilidad para realizar modulaciones remotas.

## Compositores
- Karl Friedrich Abel
- C. P. E. Bach
- Wilhelm Friedemann Bach
- Franz Benda
- Georg Anton Benda
- Carl Heinrich Graun
- Johann Gottlieb Graun
- Gottfried August Homilius
- Johann Joachim Quantz
- Christoph Schaffrath